# Вілла-Пома
Вілла-Пома (італ. Villa Poma) — муніципалітет в Італії, у регіоні Ломбардія,  провінція Мантуя.
Вілла-Пома розташована на відстані близько 370 км на північ від Рима, 160 км на схід від Мілана, 31 км на південний схід від Мантуї.
Населення — 2042 особи (2014).
Щорічний фестиваль відбувається 29 вересня. Покровитель — святий Михайло.

## Демографія
Населення за роками:

Станом на 31 грудня 2014 року в муніципалітеті офіційно проживало 130 іноземців з 14 країн, серед них 12 громадян країн Євросоюзу та 1 громадянин України.

## Сусідні муніципалітети
- Маньякавалло
- П'єве-ді-Коріано
- Поджо-Руско
- Ревере
- Сан-Джованні-дель-Доссо
- Сківенолья